# Путерброт, Эдуард Моисеевич
Эдуард Моисеевич Путерброт (12 сентября 1940 года, Махачкала — 15 ноября 1993 года, Махачкала) — советский, российский художник.

## Биография

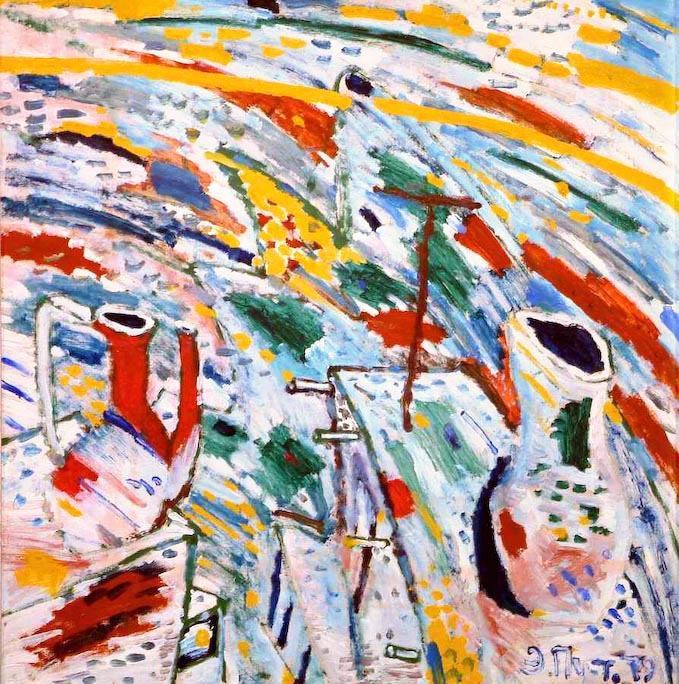
Утренний натюрморт. 1979. Картон, масло. 76 х75

По данным Альбома-каталога произведений 1965—1993 годов:
- 1947—1957 — занятия в изостудии Дома пионеров и Дома народного творчества
- 1957—1962 — учёба в Дагестанском государственном университете на физико-математическом факультете
- 1962 — начинает преподавать черчение, начертательную геометрию и перспективу в Дагестанском художественном училище им. Джемала
- 1975 — член Союза художников СССР; Начало работы главным художником Кумыкского музыкально-драматического театра им. А. П. Салаватова
- 1979 — звание — Лауреат республиканской премии ДАССР им. Г. Цадасы
- 1980 — диплом Всесоюзного конкурса драматургии ГДР на советской сцене за оформление спектакля «Что тот солдат, что этот» Б.Брехта
- 1981 — звание — Заслуженный деятель искусства ДАССР
- 1985—1993 — главный художник Государственного русского драматического театра им. Горького
- 1990—1991 — творческие поездки в Германию (Бланкенхайм, Ольденбург), Францию, Венгрию, Польшу, Литву и Латвию

## Творчество

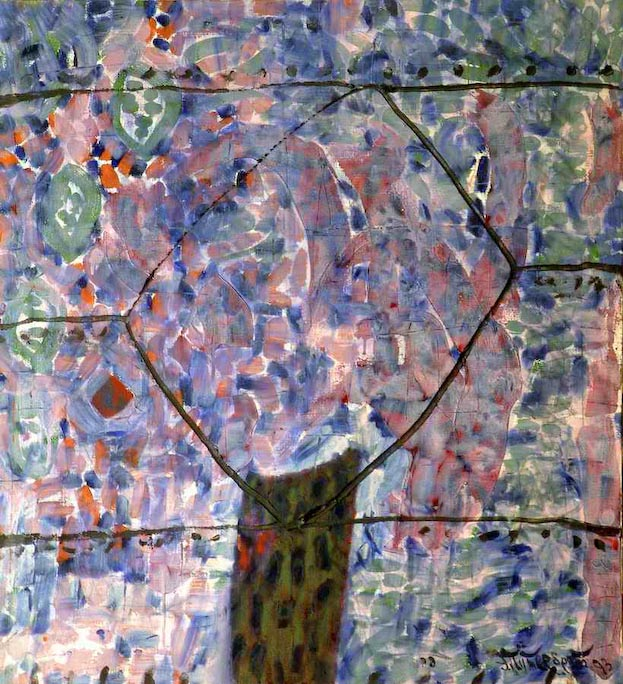
Любовная Игра. 1993. Холст. Темпера, масло. 80 х 72

Согласно Вильяму Мейланду, «Эдуард Путерброт был универсален: сценография, живопись, станковая графика, плакат, малая пластика». «Огромной театральной сценой художнику виделось все окружающее его с детства пространство страны гор. Дагестан питал его творчество постоянно.» По оценке критика, Путерброт опроверг известную формулу Киплинга — «Запад есть Запад, Восток есть Восток, и с мест они не сойдут». У него Восток и Запад передвигались и совмещались. Он был редкостным знатоком культуры и искусства разноязыких народов Дагестана, но он также стремился видеть весь мир и жадно интересовался современным искусством, часто приезжал в Москву и другие художественные центры страны.

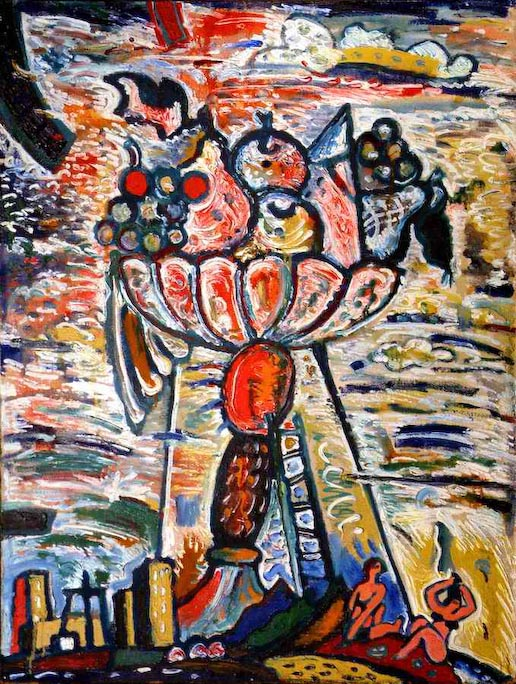
Солнечный день. 1977. Оргалит, масло. 103 х 80

По словам московского искусствоведа Ивана Купцова: «Эдуард Путерброт, как никто другой, был верен дагестанским традициям, высокой культуре лучезарных, но тонких световых сочетаний. … Его творчество проницательно, образно, оно обладает масштабностью и эпичностью,…где каждая деталь преобразована его интуицией»". «Э.Путерброт понимал живопись не как музыку цветом, а как письменность цветом, и в этом его принципиальное отличие от беспредметности как эксперимента и цветоформообразования», — писал художник Юрий Августович.
Путерброт работал над «переводом» на язык современного искусства символики старинных ритуалов, сакральных изображений, легенд Дагестана. Как отмечает искусствовед, арт-критик Виктор Мартынов, «Легенды, предания, мифы и сказки горских народов сплелись в его эстетическом сознании в тугой клубок импульсивных пристрастий, интуитивных озарений, неожиданных ассоциаций и хрестоматийных реминисценций».
Лауреат республиканской премии ДАССР им. Г. Цадасы за картины «Мастер» и «Сельский концерт» и эскизы декораций к «Медее» Еврипида и «Сундук бедствий» Г. Цадасы., заслуженный деятель искусства ДАССР, участник выставок в СССР, Германии (Бланкенхайм, Ольденбург), Франции, Венгрии, Польше, Латвии. Произведения находятся в центральном театральном музее им. Бахрушина, Музее искусств Дагестана, ДГОМ, дирекции художественных выставок СССР, Художественном фонде РСФСР, в корпоративных и частных собраниях в России и за рубежом.
Погиб 15 ноября 1993 года.

## Выставки, отличия
Журнал «Бизнес-Успех» объявил 2010 год годом Эдуарда Путерброта в Дагестане. Юлия Головешкина в статье, посвящённой 70-летию со дня рождения Э.Путерброта, описывает четыре выставки на разных арт-площадках республики.

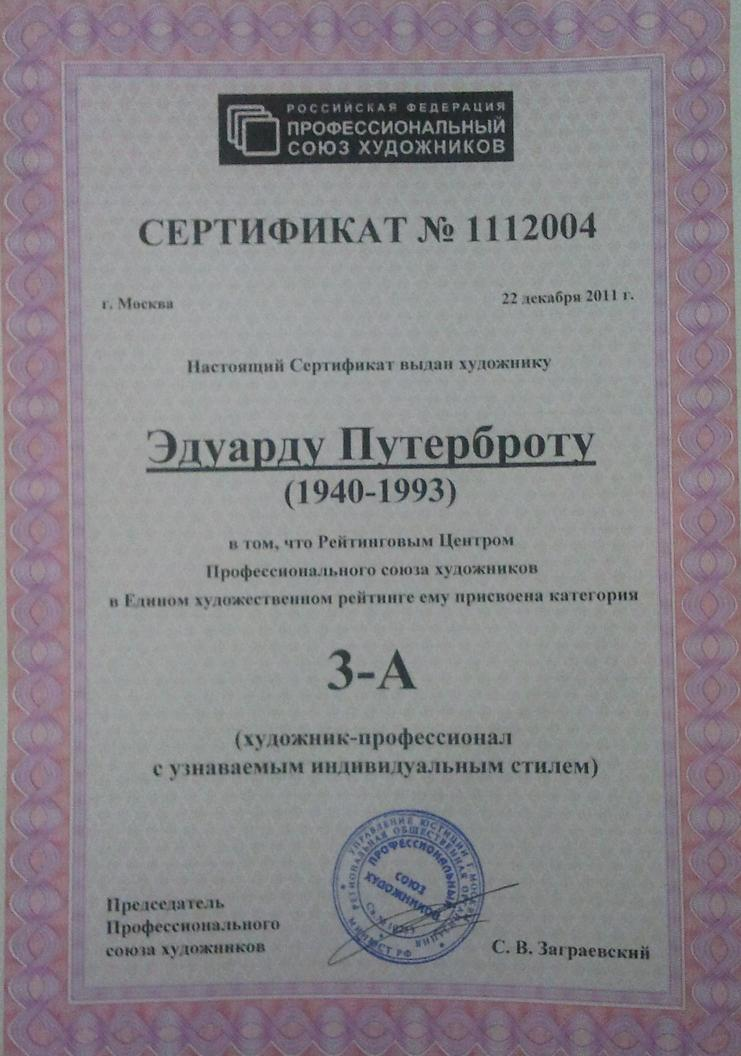
Сертификат Единого художественного рейтинга Профессионального Союза художников России

Упоминаются следующие выставки и проекты:
- выставка «Память», организованная в апреле в Москве Музеем истории города Махачкалы;
- проект художника Магомеда Кажлаева «Кодекс»: Эдуард Путерброт и художники Дагестана";
- «Марсианский хлеб» — вечер памяти и выставка работ по сценографии Эдуарда Путерброта в галерее искусствоведа Вагидат Шамадаевой;
- большая экспозиция работ Эдуарда Путерброта из собрания семьи художника в рамках проекта «Первой галереи» (Республика Дагестан)[10][11];
- альбом-каталог «Эдуард Путерброт. Возрождение»;
- сборник статей художника и о художнике, собранных Джамилей Дагировой из архивов библиотек и друзей автора.

Э. Путерброт входит в Единый художественный рейтинг и Международный художественный рейтинг Профессионального Союза художников России «10000 лучших художников мира» по признаку «категория не ниже третьей». Сертификат Единого художественного рейтинга Профессионального Союза художников России свидетельствует о присвоении категории 3-А.

## Фильмография
В 1977 году Эдуард Путерброт выступил художником-постановщиком художественного фильма «Кубачинская свадьба».

## Некоторые работы

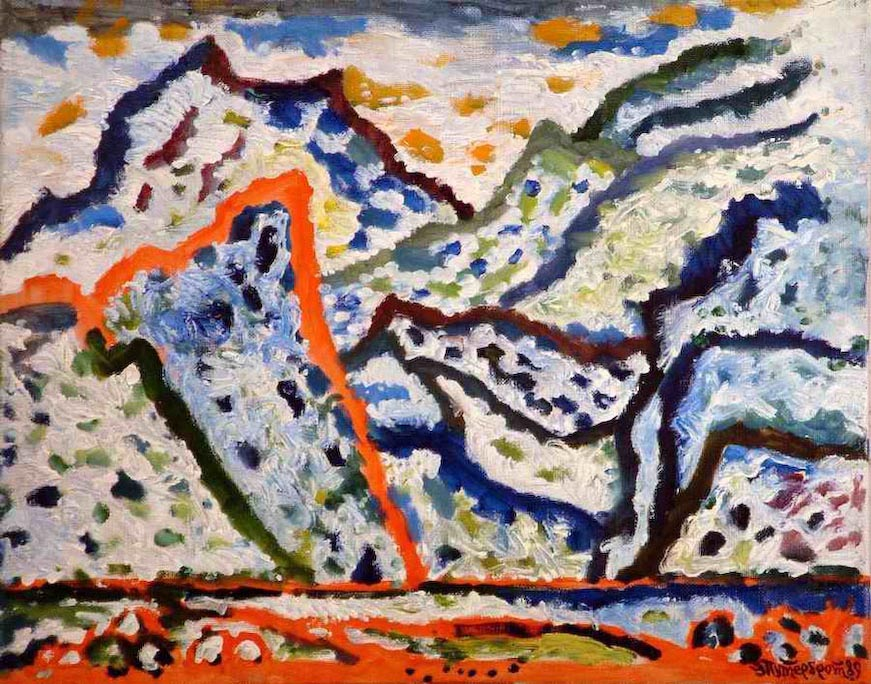
Горы. 1989. Холст, масло. 70 х 56
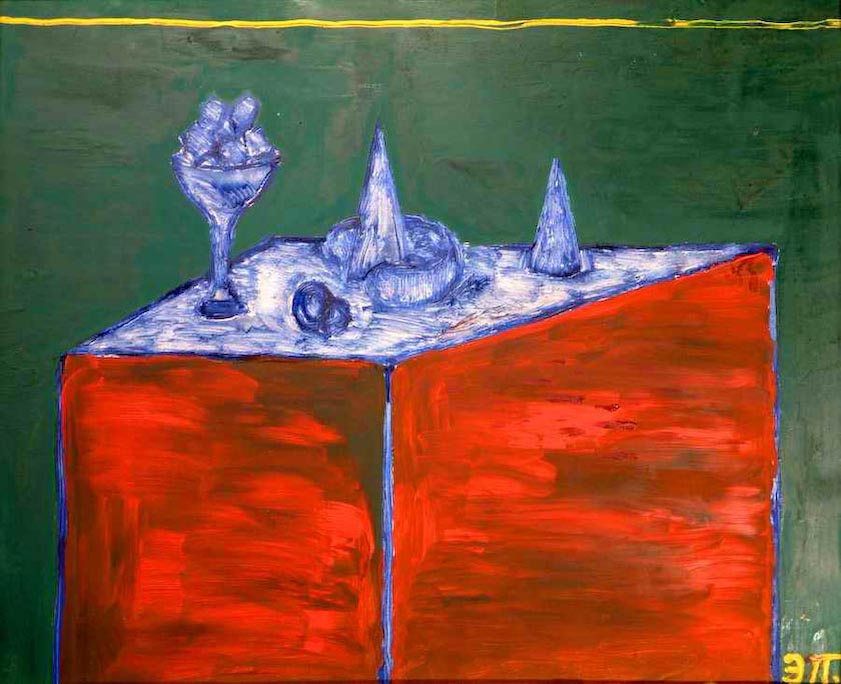
Натюрморт на зелёном. 1978. Картон, масло. 67 х 83

## Семья
Отец — Моисей (Вил) Зиновьевич Путерброт, директор Даггосфилармонии. Мать — Александра Терентьевна Путерброт, работала специальным корреспондентом ТАСС по Дагестану.

## Память
В 2020 году на доме № 2 по проспекту Ленина в Махачкале, в котором проживали Путерброт М. З., Путерброт А. Т., Путерброт Э. М., в их память была установлена мемориальная плита.